# Teodoro II d'Armenia
Teodoro II d'Armenia, anche Thoros o Toros ((HY)  Թորոս Բ: T‘oros; ottobre ... – 6 febbraio 1169), fu Principe delle montagne della Piccola Armenia dal 1140 al 1169.

## Biografia
Era figlio di Leone I e della sua seconda moglie, probabilmente armena, di cui non si conosce il nome.
Nel 1138 fu imprigionato, insieme al fratello minore Rupen ed al padre, a Costantinopoli dove suo padre morì nel 1140 e Rupen fu assassinato nel 1141; invece Teodoro trovò il modo di scappare e tornò in Cilicia nel 1145.
Qui egli riprese ai Bizantini Vahka e, gradualmente, recuperò i suoi possedimenti. 
Nel 1151 conquistò Mamistra e Til Hamdoun. 
Questo provocò la reazione dell'Imperatore Manuele che nel 1152 inviò un esercito al comando di suo cugino il Dux Andronico per riprendere Mamistra.
L'esercito includeva una serie di baroni armeni locali, rivali dei Rupenidi. 
Teodoro mise in rotta gli assedianti con una sortita notturna: Sempad, signore di Barbaron fu ucciso nel combattimento e suo fratello Oscin II, signore di Lampron, Basilio signore di Partzerpert e Tigrane signore di Prakan furono catturati.
Oscin, in garanzia di metà del proprio riscatto, consegnò suo figlio Aitone che fu ben accolto alla Corte di Teodoro, questi gli propose di divenire un suo cavaliere e di sposare una delle sue figlie ed Aitone accettò.
Nel 1153 i Bizantini tentarono di promuovere un'invasione di Masu'd, il selgiuchide Sultano di Iconio, nel 1153.
Teodoro riuscì a placare Mas'ud riconoscendolo come suo sovrano, ma Mas'ud tentò di nuovo di invadere la Cilicia nel 1154. 
Mentre assediava Anazarbe, un distaccamento di razziatori inviato contro Antiochia fu distrutto in una imboscata alle Porte dell'Assiria dai Cavalieri templari.
Appresa la notizia, il demoralizzato esercito selgiuchide abbandonò l'assedio.
Pure senza successo fu l'assedio dei Selgiuchidi a Til Hamdoun nel 1155. 
Con l'ascesa al trono di Qilij Arslan II tra i due stati prevalse la pace. 
Nel 1157 Stefano, l'impetuoso fratellastro di Teodoro, razziò il territorio selgiuchide attorno a Kokison e tentò senza successo di prendere Maraş; ma Teodoro restituì Kokison a Qilij Arslan e la pace continuò senza problemi.
In questo periodo Teodoro fu coinvolto in una controversia con Rinaldo di Châtillon a proposito del castello di Bagras, ai confini tra la Piccola Armenia ed Antiochia.
Costruito dai Cavalieri templari era stato preso dai Bizantini e successivamente riconquistato dagli armeni di Cilicia.
L'Imperatore Manuele aveva incaricato Rinaldo di recuperare la fortezza per suo conto, ma Rinaldo fu sconfitto in un'aspra battaglia vicino Alessandretta.
Teodoro infine restituì il castello ai Templari in cambio di un patto di alleanza perpetua; ma l'immediata conseguenza fu che Manuele rifiutò di compensare Rinaldo per la sua impresa. Infuriato Rinaldo unì le forze con Teodoro, ed i due lanciarono una scorreria piratesca sulla bizantina Cipro che portarono a termine con grande efferatezza.
L'indignato Manuele, determinato a punire gli autori di questo oltraggio, nel 1158 guidò un grande esercito in Cilicia arrivando al litorale del Mediterraneo. 
Teodoro fuggì nella fortezza Montana di Dajikikar. 
Grazie alla mediazione di Baldovino III di Gerusalemme egli evitò una seconda prigionia presso i Bizantini, ma fu costretto a rendere omaggio all'Imperatore per i suoi domini.
Pochi anni dopo, tuttavia, Andronico Euforbeno, il governatore bizantino di Tarso, invitò Stefano ad un banchetto e lo uccise per vendicarsi di precedenti razzie in territorio bizantino. 
Teodoro ed il suo fratellastro Mleh risposero con un generale massacro dei greci nei loro domini, ed una nuova guerra con i bizantini fu evitata solo dagli sforzi diplomatici di Amalrico I di Gerusalemme.
Gli ultimi anni del regno di Teodoro furono turbati da un attentato alla sua vita ordito da Mleh, che fu scoperto prima che potesse essere messo in pratica.
Mleh fu privato della maggior parte delle sue ricchezze ed autorità, e lasciò la Cilicia per Antiochia e successivamente Aleppo dove entrò al servizio di Nur ad-Din. 
Poco prima della sua morte nel 1169, Teodoro si ritirò in un monastero e lasciò il trono al suo figlio minore Ruben II, sotto la reggenza di suo nipote Tommaso.

### Matrimoni e discendenza
Nel 1149 (o 1159) sposò Isabella di Courtenay, figlia di Joscelin II, conte di Edessa e di Beatrice; da questa unione nacquero:
- Rita, sposa nel 1153 Aitone III, signore di Lampron, dal quale si separa nel 1168;
- probabilmente una figlia, moglie di Isacco di Cipro (†; 1195), imperatore di Cipro.

Rimasto vedovo si risposò con una armena, figlia di Tommaso, che gli diede:
- Ruben II (†; 1170), Principe delle Montagne.

## Ascendenza
|                      |   |   | Genitori |  |  | Nonni                  |  |  | Bisnonni          |  |
|                      |   |   |          |  |  | Costantino I d'Armenia |  |  | Ruben I d'Armenia |  |
|                      |   |   |          |  |  | Costantino I d'Armenia |  |  | Ruben I d'Armenia |  |
|                      |   | … |          |  |  | Costantino I d'Armenia |  |  |                   |  |
| Leone I d'Armenia    |   |   |          |  |  | Costantino I d'Armenia |  |  |                   |  |
|                      |   | … | …        |  |  |                        |  |  |                   |  |
|                      |   | … | …        |  |  |                        |  |  |                   |  |
|                      |   | … | …        |  |  |                        |  |  |                   |  |
| Teodoro II d'Armenia |   | … |          |  |  |                        |  |  |                   |  |
|                      | … | … |          |  |  |                        |  |  |                   |  |
|                      | … | … |          |  |  |                        |  |  |                   |  |
|                      | … | … |          |  |  |                        |  |  |                   |  |
| …                    | … |   |          |  |  |                        |  |  |                   |  |
|                      |   | … | …        |  |  |                        |  |  |                   |  |
|                      |   | … | …        |  |  |                        |  |  |                   |  |
|                      |   | … | …        |  |  |                        |  |  |                   |  |
|                      |   | … |          |  |  |                        |  |  |                   |  |